# Großer Preis von Österreich 1963

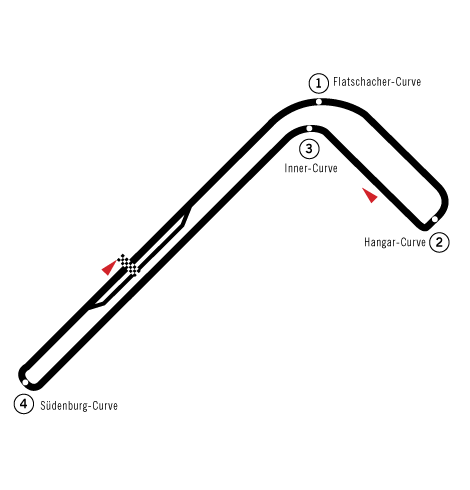
Streckenlayout

Der Große Preis von Österreich 1963 (offiziell II Großer Preis von Österreich) fand am 1. September auf dem Fliegerhorst Hinterstoisser in Zeltweg statt. Das Rennen war für die Formel 1 ausgeschrieben und hatte keinen Weltmeisterschaftsstatus.

## Das Rennen
Das Rennen war das Erste, welches als „Großer Preis von Österreich“ ausgetragen wurde, allerdings noch ohne WM-Status. Jim Clark holte für Team Lotus im Vorfeld vor Jack Brabham die Pole-Position. Es war das erste Formel-1-Rennen des späteren Weltmeisters Jochen Rindt.
Am Sonntag startete das 80 Runden lange Rennen am frühen Nachmittag. Beim Rennstart überholte Brabham den erstplatzierten Clark früh und führte das Rennen über einige Runden an, bevor er hinter Clark und Innes Ireland auf Platz 3 zurückfiel. Clark führte das Rennen kurzzeitig an, bekam jedoch in Runde 9 Probleme mit seinem Motor und musste kurz darauf seinen Wagen abstellen. Mit seinem Ausscheiden kämpften Brabham und Ireland in den nächsten Runden eng um die Führung. Im hinteren Teil des Feldes musste der sechstplatzierte Jochen Rindt das Rennen aufgeben, woraufhin der hinter ihm liegende Bernard Collomb seine Position für kurze Zeit einnahm, bevor sein Kupplungsflüssigkeitsbehälter unter sein Bremspedal fiel und er in die Boxen musste. Der viertplatzierte Jo Siffert musste seinen Wagen ebenfalls abstellen, nachdem seine Benzinpumpenhalterung abgebrochen war. Kurz darauf konnte der ausgeschieden geglaubte Clark nach einer Notreparatur wieder am Rennen teilnehmen, doch nach 3 Runden musste er das Rennen endgültig aufgeben.
Der enge Kampf um die Führung zwischen Ireland und Brabham ging bis in Runde 56, doch darauf verlor letzterer jede Runde Zeit auf Ireland. In Runde 63 waren es ganze 15 Sekunden Rückstand, doch kurz darauf kam eine Rauchwolke aus Irelands Motor, worauf dieser seinen Wagen abstellen musste und Brabham somit die Führung übernahm. Dieser fuhr die letzten Runden problemlos zu Ende und gewann.

## Ergebnisse

### Schlussklassement
| Pos.        | Nr. | Team                        | Fahrer                  | Fahrzeug           | Runden |
| ----------- | --- | --------------------------- | ----------------------- | ------------------ | ------ |
| 1           | 1   | Brabham Racing Organisation | Jack Brabham            | Brabham BT3-Climax | 80     |
| 2           | 11  | Scirocco Powell Racing Cars | Tony Settember          | Scirocco 01-BRM    | 75     |
| 3           | 6   | Ecurie Maarsbergen          | Carel Godin de Beaufort | Porsche 718        | 75     |
| 4           | 9   |                             | Chris Amon              | Lola Mk4-Climax    | 71     |
| 5           | 17  |                             | Bernard Collomb         | Lotus 24-Climax    | 71     |
| 6           | 19  |                             | Tim Parnell             | Lotus 24-BRM       | 70     |
| 7           | 20  | Rhine-Ruhr Racing Team      | Günther Seiffert        | Lotus 24-BRM       | 68     |
| 8           | 4   | British Racing Partnership  | Innes Ireland           | Lotus 24-BRM       | 64     |
| 9           | 16  |                             | André Pilette           | Lotus 18/21-Climax | 64     |
| Ausgefallen |     |                             |                         |                    |        |
| 10          | 14  | Siffert Racing Team         | Jo Siffert              | Lotus 24-BRM       | 33     |
| 11          | 8   | Rob Walker Racing Team      | Jo Bonnier              | Cooper T60-Climax  | 25     |
| 12          | 15  |                             | Jochen Rindt            | Cooper T59-Ford    | 21     |
| 13          | 18  |                             | Ernst Prinoth           | Lotus 18-Climax    | 13     |
| 14          | 2   | Team Lotus                  | Jim Clark               | Lotus 25-Climax    | 12     |
| 15          | 5   | British Racing Partnership  | Jim Hall                | Lotus 24-BRM       | 3      |
| 16          | 7   | Ecurie Maarsbergen          | Kurt Bardi-Barry        | Porsche 718        | 3      |
| 17          | 12  | Scirocco Powell Racing Cars | Ian Burgess             | Scirocco 02-BRM    | 2      |

### Nur in der Meldeliste
| Nr. | Team               | Fahrer              | Fahrzeug        |
| --- | ------------------ | ------------------- | --------------- |
| 3   | Team Lotus         | Peter Arundell      | Lotus 25-Climax |
|     | Reg Parnell Racing | John Campbell-Jones | Lola-Climax     |

### Renndaten
- Gemeldet: 19
- Gestartet: 17
- Gewertet: 9
- Rennklassen: 1
- Zuschauer: unbekannt
- Wetter am Renntag: unbekannt
- Streckenlänge: 3,2 km
- Fahrzeit des Siegerteams: 1:39:06,330 h[2]
- Gesamtrunden des Siegerteams: 80
- Gesamtdistanz des Siegerteams: 256 km
- Siegerschnitt: unbekannt
- Pole-Position: Jim Clark, Team Lotus
- Schnellste Rennrunde: Jack Brabham, 1:11,39 min
- Rennserie: zählte zu keiner Rennserie